# Bahnstrecke Leinefelde–Treysa
| Streckennummer (DB): | 6710 |                                               |                                               |
| Kursbuchstrecke (DB): | zuletzt 522 (Waldkappel–Eschwege) zuletzt 525 (Treysa–Waldkappel) |                                               |                                               |
| Kursbuchstrecke: | 178f (Leinefelde – Niederhone 1934) 171a, 178g (Schwebda – Eschwege 1934) 178e (Eschwege – Treysa 1934) 192i (Schwebda – Eschwege 1946) 198u (Eschwege – Treysa 1946) |                                               |                                               |
| Streckenlänge: | 130,0 km |                                               |                                               |
| Spurweite: | 1435 mm (Normalspur) |                                               |                                               |
| Maximale Neigung: | 20 ‰ |                                               |                                               |
| | |                                               |                                               |
| \| \| \| von Hann Münden \| \| \| \| 0,0 \| Leinefelde \| 339 m \| \| \| \| nach Halle (Saale) Hbf \| \| \| \| 3,4 \| Birkungen \| Birkungen \| \| \| 8,2 \| Silberhausen Trennungsbahnhof \| 380 m \| \| \| \| nach Gotha \| \| \| \| \| Beginn Draisinenverkehr \| \| \| \| 10,1 \| Dingelstädt (Eichsfeld) \| 376 m \| \| \| 12,7 \| Kefferhausen \| 374 m \| \| \| \| Unstrut-Viadukt (53 m) \| \| \| \| \| Landstraße (40 m) \| \| \| \| 17,1 \| Küllstedt \| 401 m \| \| \| \| Büttstedter-Viadukt (40 m) \| \| \| \| \| Küllstedter Tunnel (1530 m) \| \| \| \| \| Mühlenberg-I-Tunnel (155 m) \| \| \| \| 23,8 \| Effelder (Eichsfeld) \| 351 m \| \| \| \| Mühlenberg-II-Tunnel (343/345 m) \| \| \| \| \| Heiligenberg-Tunnel (198 m) \| \| \| \| 25,9 \| Großbartloff \| 329 m \| \| \| \| Entenberg-Tunnel (288 m) \| \| \| \| \| Lengenfelder Viadukt \| \| \| \| 31,4 \| Lengenfeld unterm Stein \| 298 m \| \| \| 34,7 \| Geismar \| 247 m \| \| \| \| Ende Draisinenverkehr \| \| \| \| 37,4 \| Landesgrenze Thüringen/Hessen \| Landesgrenze Thüringen/Hessen \| \| \| \| von Heiligenstadt \| \| \| \| 37,5 \| Abzw Sankt Frieda \| Abzw Sankt Frieda \| \| \| 38,8 \| Friedaviadukt (100 m), 1945 gesprengt \| Friedaviadukt (100 m), 1945 gesprengt \| \| \| 39,3 \| Friedatunnel (1066 m) \| Friedatunnel (1066 m) \| \| \| 40,7 \| von Wanfried \| von Wanfried \| \| \| 41,3 \| Schwebda \| 193 m \| \| \| 43,3 \| Grebendorf \| Grebendorf \| \| \| \| Werra \| \| \| \| 45,9 \| Eschwege \| Eschwege \| \| \| 48,3 \| Eschwege-Niederhone \| Eschwege-Niederhone \| \| \| \| Wehre \| \| \| \| \| Niederhone (Abzw) \| \| \| \| \| von und nach Göttingen \| \| \| \| 49,3 \| Eschwege West (Keilbahnhof, PV bis Dez. 2009) \| Eschwege West (Keilbahnhof, PV bis Dez. 2009) \| \| \| \| Eschwege Stegmühle \| \| \| \| 51,2 \| Niddawitzhausen \| Niddawitzhausen \| \| \| \| nach Bebra \| \| \| \| \| Vierbach (Wehre) \| \| \| \| 53,7 \| Reichensachsen West \| Reichensachsen West \| \| \| 55,4 \| Oetmannshausen \| Oetmannshausen \| \| \| 57,1 \| Bischhausen \| Bischhausen \| \| \| 62,3 \| Waldkappel \| Waldkappel \| \| \| \| nach Kassel \| \| \| \| \| Wehre \| \| \| \| \| Hindenburgstraße (Ehemals B7) \| \| \| \| 66,1 \| Friemen-Mäckelsdorf \| Friemen-Mäckelsdorf \| \| \| 68,6 \| Burghofen \| Burghofen \| \| \| \| Bischofferoder Tunnel (1503 m) \| \| \| \| 73,4 \| Bischofferode \| Bischofferode \| \| \| 75,1 \| Pfieffe \| Pfieffe \| \| \| 77,5 \| Beieröde \| Beieröde \| \| \| 80,0 \| Spangenberg \| Spangenberg \| \| \| 81,2 \| Bergheim \| Bergheim \| \| \| 84,2 \| Mörshausen \| Mörshausen \| \| \| \| Schnellfahrstrecke Hannover–Würzburg \| \| \| \| 86,4 \| Adelshausen \| Adelshausen \| \| \| 87,4 \| Anst. Malsfeld Pfieffewiesen \| Anst. Malsfeld Pfieffewiesen \| \| \| \| Fulda \| \| \| \| 89,7 \| Malsfeld Bebra–Baunatal-Guntershausen \| Malsfeld Bebra–Baunatal-Guntershausen \| \| \| \| von Melsungen und Bebra \| \| \| \| 97,2 \| Niederbeisheim \| Niederbeisheim \| \| \| 101,3 \| Oberbeisheim \| Oberbeisheim \| \| \| \| Oberbeisheimer Tunnel (917 m) \| \| \| \| 103,9 \| Remsfeld \| Remsfeld \| \| \| 108,9 \| Homberg (Efze) \| Homberg (Efze) \| \| \| 112,4 \| Sondheim \| Sondheim \| \| \| 113,5 \| Wernswig \| Wernswig \| \| \| 116,0 \| Frielendorf Silbersee \| Frielendorf Silbersee \| \| \| 117,6 \| Frielendorf \| Frielendorf \| \| \| 122,0 \| Leimsfeld \| Leimsfeld \| \| \| 126,1 \| Ziegenhain Nord \| Ziegenhain Nord \| \| \| \| von Bad Hersfeld \| \| \| \| \| von Kassel Hbf \| \| \| \| 130,0 \| Treysa \| Treysa \| \| \| \| nach Frankfurt (Main) Hbf \| \| | |                                               |                                               |
| Strecke | | von Hann Münden                               | von Hann Münden                               |
| Bahnhof | 0,0 | Leinefelde                                    | 339 m                                         |
| Abzweig geradeaus und nach links | | nach Halle (Saale) Hbf                        | nach Halle (Saale) Hbf                        |
| Haltepunkt / Haltestelle | 3,4 | Birkungen                                     | Birkungen                                     |
| ehemaliger Bahnhof | 8,2 | Silberhausen Trennungsbahnhof                 | 380 m                                         |
| Abzweig ehemals geradeaus und nach links | | nach Gotha                                    | nach Gotha                                    |
| | | Beginn Draisinenverkehr                       |                                               |
| ehemaliger Bahnhof | 10,1 | Dingelstädt (Eichsfeld)                       | 376 m                                         |
| ehemaliger Haltepunkt / Haltestelle | 12,7 | Kefferhausen                                  | 374 m                                         |
| Brücke über Wasserlauf | | Unstrut-Viadukt (53 m)                        | Unstrut-Viadukt (53 m)                        |
| Brücke | | Landstraße (40 m)                             | Landstraße (40 m)                             |
| ehemaliger Bahnhof | 17,1 | Küllstedt                                     | 401 m                                         |
| Brücke | | Büttstedter-Viadukt (40 m)                    | Büttstedter-Viadukt (40 m)                    |
| Tunnel | | Küllstedter Tunnel (1530 m)                   | Küllstedter Tunnel (1530 m)                   |
| Tunnel | | Mühlenberg-I-Tunnel (155 m)                   | Mühlenberg-I-Tunnel (155 m)                   |
| ehemaliger Haltepunkt / Haltestelle | 23,8 | Effelder (Eichsfeld)                          | 351 m                                         |
| Tunnel | | Mühlenberg-II-Tunnel (343/345 m)              | Mühlenberg-II-Tunnel (343/345 m)              |
| Tunnel | | Heiligenberg-Tunnel (198 m)                   | Heiligenberg-Tunnel (198 m)                   |
| ehemaliger Haltepunkt / Haltestelle | 25,9 | Großbartloff                                  | 329 m                                         |
| Tunnel | | Entenberg-Tunnel (288 m)                      | Entenberg-Tunnel (288 m)                      |
| Brücke | | Lengenfelder Viadukt                          | Lengenfelder Viadukt                          |
| ehemaliger Bahnhof | 31,4 | Lengenfeld unterm Stein                       | 298 m                                         |
| ehemaliger Bahnhof | 34,7 | Geismar                                       | 247 m                                         |
| | | Ende Draisinenverkehr                         |                                               |
| Grenze (Strecke außer Betrieb) | 37,4 | Landesgrenze Thüringen/Hessen                 | Landesgrenze Thüringen/Hessen                 |
| Abzweig geradeaus und von rechts (Strecke außer Betrieb) | | von Heiligenstadt                             | von Heiligenstadt                             |
| Blockstelle (Strecke außer Betrieb) | 37,5 | Abzw Sankt Frieda                             | Abzw Sankt Frieda                             |
| Brücke über Wasserlauf (Strecke außer Betrieb) | 38,8 | Friedaviadukt (100 m), 1945 gesprengt         | Friedaviadukt (100 m), 1945 gesprengt         |
| Tunnel (Strecke außer Betrieb) | 39,3 | Friedatunnel (1066 m)                         | Friedatunnel (1066 m)                         |
| Abzweig geradeaus und von links (Strecke außer Betrieb) | 40,7 | von Wanfried                                  | von Wanfried                                  |
| Bahnhof (Strecke außer Betrieb) | 41,3 | Schwebda                                      | 193 m                                         |
| Haltepunkt / Haltestelle (Strecke außer Betrieb) | 43,3 | Grebendorf                                    | Grebendorf                                    |
| Brücke über Wasserlauf (Strecke außer Betrieb) | | Werra                                         | Werra                                         |
| Kopfbahnhof Strecke bis hier außer Betrieb | 45,9 | Eschwege                                      | Eschwege                                      |
| Haltepunkt / Haltestelle | 48,3 | Eschwege-Niederhone                           | Eschwege-Niederhone                           |
| Brücke über Wasserlauf | | Wehre                                         | Wehre                                         |
| Blockstelle | | Niederhone (Abzw)                             | Niederhone (Abzw)                             |
| Abzweig quer und von rechts · Abzweig geradeaus und nach rechts | | von und nach Göttingen                        | von und nach Göttingen                        |
| Dienststation / Betriebs- oder Güterbahnhof · ehemaliger Dienststation / Betriebs- oder Güterbahnhof | 49,3 | Eschwege West (Keilbahnhof, PV bis Dez. 2009) | Eschwege West (Keilbahnhof, PV bis Dez. 2009) |
| | | Eschwege Stegmühle                            |                                               |
| Strecke · Haltepunkt / Haltestelle (Strecke außer Betrieb) | 51,2 | Niddawitzhausen                               | Niddawitzhausen                               |
| Strecke nach links · Kreuzung geradeaus oben (Strecke geradeaus außer Betrieb) | | nach Bebra                                    | nach Bebra                                    |
| Brücke über Wasserlauf (Strecke außer Betrieb) | | Vierbach (Wehre)                              | Vierbach (Wehre)                              |
| Haltepunkt / Haltestelle (Strecke außer Betrieb) | 53,7 | Reichensachsen West                           | Reichensachsen West                           |
| Haltepunkt / Haltestelle (Strecke außer Betrieb) | 55,4 | Oetmannshausen                                | Oetmannshausen                                |
| Bahnhof (Strecke außer Betrieb) | 57,1 | Bischhausen                                   | Bischhausen                                   |
| Bahnhof (Strecke außer Betrieb) | 62,3 | Waldkappel                                    | Waldkappel                                    |
| Abzweig geradeaus und nach rechts (Strecke außer Betrieb) | | nach Kassel                                   | nach Kassel                                   |
| Brücke über Wasserlauf (Strecke außer Betrieb) | | Wehre                                         | Wehre                                         |
| Brücke (Strecke außer Betrieb) | | Hindenburgstraße (Ehemals B7)                 | Hindenburgstraße (Ehemals B7)                 |
| Haltepunkt / Haltestelle (Strecke außer Betrieb) | 66,1 | Friemen-Mäckelsdorf                           | Friemen-Mäckelsdorf                           |
| Bahnhof (Strecke außer Betrieb) | 68,6 | Burghofen                                     | Burghofen                                     |
| Tunnel (Strecke außer Betrieb) | | Bischofferoder Tunnel (1503 m)                | Bischofferoder Tunnel (1503 m)                |
| Haltepunkt / Haltestelle (Strecke außer Betrieb) | 73,4 | Bischofferode                                 | Bischofferode                                 |
| Haltepunkt / Haltestelle (Strecke außer Betrieb) | 75,1 | Pfieffe                                       | Pfieffe                                       |
| Haltepunkt / Haltestelle (Strecke außer Betrieb) | 77,5 | Beieröde                                      | Beieröde                                      |
| Bahnhof (Strecke außer Betrieb) | 80,0 | Spangenberg                                   | Spangenberg                                   |
| Haltepunkt / Haltestelle (Strecke außer Betrieb) | 81,2 | Bergheim                                      | Bergheim                                      |
| Haltepunkt / Haltestelle (Strecke außer Betrieb) | 84,2 | Mörshausen                                    | Mörshausen                                    |
| Kreuzung geradeaus unten (Strecke geradeaus außer Betrieb) | | Schnellfahrstrecke Hannover–Würzburg          | Schnellfahrstrecke Hannover–Würzburg          |
| Haltepunkt / Haltestelle (Strecke außer Betrieb) | 86,4 | Adelshausen                                   | Adelshausen                                   |
| Abzweig geradeaus und nach rechts (Strecke außer Betrieb) | 87,4 | Anst. Malsfeld Pfieffewiesen                  | Anst. Malsfeld Pfieffewiesen                  |
| Brücke über Wasserlauf (Strecke außer Betrieb) | | Fulda                                         | Fulda                                         |
| Turmhaltepunkt geradeaus oben (Strecke geradeaus außer Betrieb) | 89,7 | Malsfeld Bebra–Baunatal-Guntershausen         | Malsfeld Bebra–Baunatal-Guntershausen         |
| Abzweig geradeaus, von links und von rechts (Strecke außer Betrieb) | | von Melsungen und Bebra                       | von Melsungen und Bebra                       |
| Haltepunkt / Haltestelle (Strecke außer Betrieb) | 97,2 | Niederbeisheim                                | Niederbeisheim                                |
| Bahnhof (Strecke außer Betrieb) | 101,3 | Oberbeisheim                                  | Oberbeisheim                                  |
| Tunnel (Strecke außer Betrieb) | | Oberbeisheimer Tunnel (917 m)                 | Oberbeisheimer Tunnel (917 m)                 |
| Haltepunkt / Haltestelle (Strecke außer Betrieb) | 103,9 | Remsfeld                                      | Remsfeld                                      |
| Bahnhof (Strecke außer Betrieb) | 108,9 | Homberg (Efze)                                | Homberg (Efze)                                |
| Haltepunkt / Haltestelle (Strecke außer Betrieb) | 112,4 | Sondheim                                      | Sondheim                                      |
| Haltepunkt / Haltestelle (Strecke außer Betrieb) | 113,5 | Wernswig                                      | Wernswig                                      |
| Haltepunkt / Haltestelle (Strecke außer Betrieb) | 116,0 | Frielendorf Silbersee                         | Frielendorf Silbersee                         |
| Bahnhof (Strecke außer Betrieb) | 117,6 | Frielendorf                                   | Frielendorf                                   |
| Haltepunkt / Haltestelle (Strecke außer Betrieb) | 122,0 | Leimsfeld                                     | Leimsfeld                                     |
| Bahnhof (Strecke außer Betrieb) | 126,1 | Ziegenhain Nord                               | Ziegenhain Nord                               |
| Abzweig geradeaus und von links (Strecke außer Betrieb) | | von Bad Hersfeld                              | von Bad Hersfeld                              |
| Abzweig ehemals geradeaus und von rechts | | von Kassel Hbf                                | von Kassel Hbf                                |
| Bahnhof | 130,0 | Treysa                                        | Treysa                                        |
| Strecke | | nach Frankfurt (Main) Hbf                     | nach Frankfurt (Main) Hbf                     |

Die Bahnstrecke Leinefelde–Treysa ist eine Eisenbahnstrecke in Thüringen und Hessen, welche die Städte Leinefelde, Eschwege, Spangenberg, Malsfeld, Homberg (Efze) und Treysa miteinander verband. Sie war Teil der sogenannten Kanonenbahn.

## Geschichte
Insgesamt hatte die Strecke eine aufwändige Trassenführung mit zahlreichen Brücken und Tunneln, damit bei einer maximalen Steigung von 1:50 schwere Militärzüge über die Strecke fahren konnten. Die als strategische Bahn geplante Verbindung erlangte aber niemals die gedachte Bedeutung, da das Militär lieber die steigungsärmere Strecke Leinefelde–Kassel nutzte. Für die Streckenführung durch das Großherzogtum Hessen wurde ein Staatsvertrag zwischen dem Großherzogtum und dem Königreich Preußen geschlossen.
Am 31. Oktober 1875 wurde der Abschnitt Eschwege – Eschwege West (damals „Niederhone“) zusammen mit der Verbindung Göttingen–Bebra eröffnet. Niederhone – Treysa folgte am 15. Mai 1879 und am 15. Mai 1880 Eschwege – Silberhausen Trennungsbahnhof. Der nördlichste Abschnitt Silberhausen Trennungsbahnhof – Leinefelde wurde als Verlängerung der Bahnstrecke Gotha–Leinefelde und Teil einer damals geplanten Verbindung Hannover–Göttingen–Gotha–Süddeutschland bereits am 3. Oktober 1870 eröffnet. Für die von Osten aus Nordhausen kommende Strecke der Kanonenbahn ergab sich aus der Mitnutzung dieses ebenfalls nach Osten abgehenden Streckenabschnitts in Leinefelde ein Fahrtrichtungswechsel für durchgehende Züge, der ein zweiter wichtiger Nachteil gegenüber der Strecke Leinefelde–Kassel war.

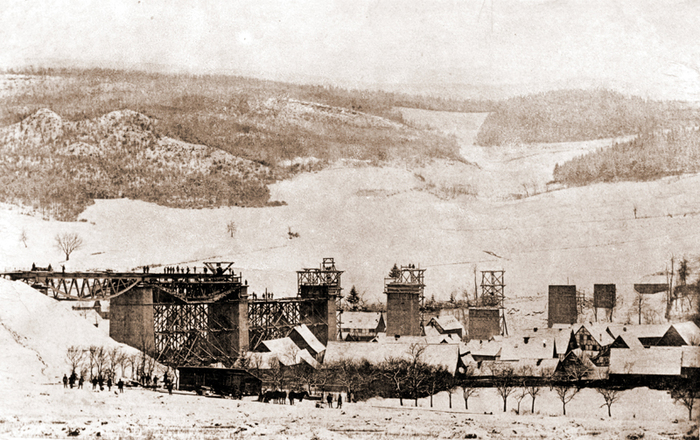
Um 1877: Bau des Lengenfelder Viaduktes

Zu Beginn des 20. Jahrhunderts erhielt die Strecke das bereits ursprünglich geplante zweite Gleis, das aber nach dem Ersten Weltkrieg auf Betreiben der Interalliierten Militär-Kontrollkommission wieder abgebaut wurde. Die Strecke wurde zu einer Nebenbahn herabgestuft, denn die Verbindung hatte nur noch regionale Bedeutung.
Den Zweiten Weltkrieg, in dem einige Umleiterzüge der Strecke schließlich doch noch eine (schwache) militärische Bedeutung verliehen, überstand sie mit wenigen Beschädigungen: Am 24. März 1945 verlor ein Zug bei Oberbeisheim Güterwagen in der Gefällestrecke nach Malsfeld; die Fuldabrücke dort wurde dadurch beschädigt, Teile der Brücke fielen in den Fluss. Am 31. März 1945 explodierte ein Munitionszug im Bahnhof Waldkappel nach Fliegerbeschuss. 17 Menschen starben, vom Empfangsgebäude blieb nichts übrig. Der Friedaviadukt wurde in den letzten Kriegstagen 1945 gesprengt. Nach 1945 unterbrach dann die Innerdeutsche Grenze die schon durch die Sprengung des Friedaviadukts unterbrochene  Verbindung zwischen Geismar und Schwebda auf Dauer.
In Hessen wurde die Strecke ab Mitte der 1970er Jahre schrittweise aufgegeben. Zuerst wurde am 26. Mai 1974 der Verkehr Malsfeld–Waldkappel beendet, gleichzeitig auch der Güterverkehr zwischen Spangenberg und Waldkappel. Der Personenverkehr Treysa–Malsfeld wurde am 30. Mai 1981 eingestellt. Am selben Tag fuhr der letzte Zug Eschwege–Schwebda(–Wanfried, siehe Bahnstrecke Schwebda–Wartha). Zum Ende des Winterfahrplans 1984/85 fuhr am 31. Mai 1985 von Eschwege West über Waldkappel(–Kassel, siehe Bahnstrecke Kassel–Waldkappel) der letzte Personenzug, am 1. Juni zwischen Eschwege West und Eschwege Stadt.
Der Güterverkehr zwischen Eschwege und Schwebda endete am 1. Oktober 1994, zwischen Eschwege und Eschwege West am 15. Dezember 2002. Zwischen Homberg und Oberbeisheim wurde der Güterverkehr mit der Einstellung des Personenverkehrs 1981 nicht mehr bedient, Malsfeld–Oberbeisheim wurde am 31. Dezember 1988 eingestellt. Am 31. Mai 1986 endete der Güterverkehr zwischen dem Anschluss Pfieffewiese und Spangenberg, am 1. September 1994 auch der Verkehr von Malsfeld bis zu diesem Anschluss. Für die Bedienung wurde die südliche Malsfelder Verbindungskurve genutzt, die nördliche war schon früher stillgelegt worden. Zwischen Homberg und Treysa wurde der zuletzt noch tägliche Güterverkehr am 25. Juni 2002 beendet. Zwischen Eschwege West und Waldkappel war bis zum 31. Dezember 1991 Güterverkehr möglich.
Auf der Thüringer Seite wurde Geismar im Personenverkehr noch bis zum 31. Dezember 1992 bedient, danach lief die Betriebsgenehmigung für den maroden Lengenfelder Viadukt aus. Der Güterverkehr westlich von Dingelstädt war schon um 1970 eingestellt worden. Bis zum 28. Mai 1994 wurde noch bis Küllstedt gefahren, am 2. August 1996 wurde auch der Rest zwischen dem ehemaligen Trennungsbahnhof bis Dingelstädt im Personenverkehr aufgegeben, nachdem der Güterverkehr schon seit Anfang des Jahres ruhte. In den Wochen danach baute die Bahn die Strecke nach Gotha um; die Weiche Richtung Eschwege wurde nicht wieder eingebaut. 1998 wurde der Streckenabschnitt Silberhausen–Dingelstädt offiziell stillgelegt.
Anfang 2009 beantragte DB Netz die Freistellung von Bahnbetriebszwecken zwischen Kilometer 51,750 (Überführung über die Strecke nach Bebra in Eschwege-Niddawitzhausen) und Kilometer 62,450 (Waldkappel Nordstraße). Mitte 2011 folgte der Abschnitt von Eschwege West (km 50,09) bis dorthin. Mitte 2013 wurde auch für die Abschnitte von Waldkappel (km 62,45) bis Kilometer 90,42 (Kreuzung mit Stellbach in Malsfeld) und von der Landesgrenze in Kilometer 37,385 bis Kilometer 40,63 (beim Kellaer Bach, westlich des Friedatunnels) die Freistellung beantragt. Letzterer Abschnitt wurde Ende 2014 bis Kilometer 45,427 (Werra-Brücke in Eschwege) erweitert.

## Betrieb heute
Der Abschnitt Eschwege Stadt – Eschwege West ist seit 2009 wieder für den Schienenpersonennahverkehr in Betrieb.
Es wird versucht, die Bauwerke der stillgelegten Abschnitte des Kanonenbahnnetzes zu erhalten.

### Abschnitt Leinefelde – Eschwege

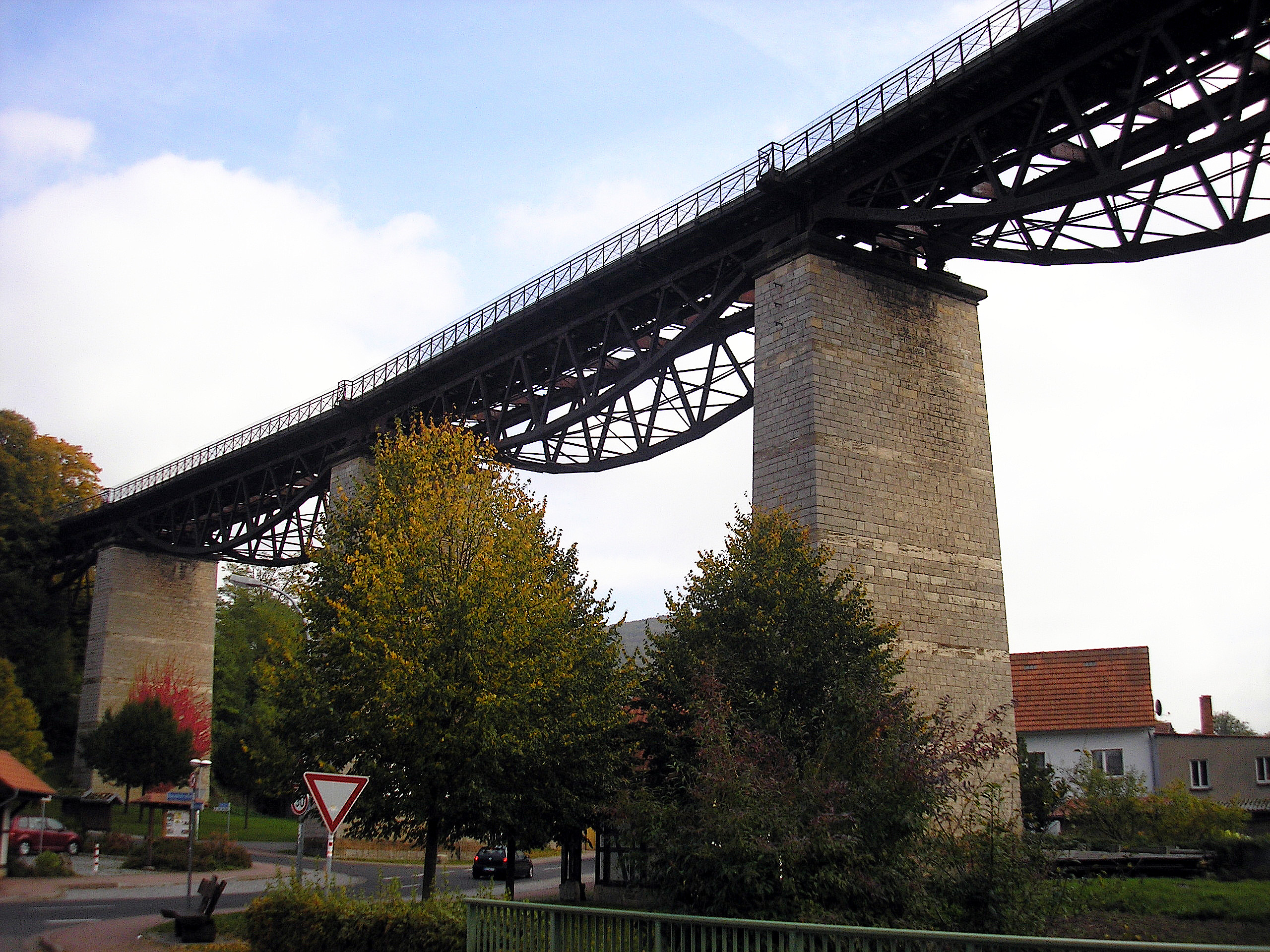
Viadukt in Lengenfeld

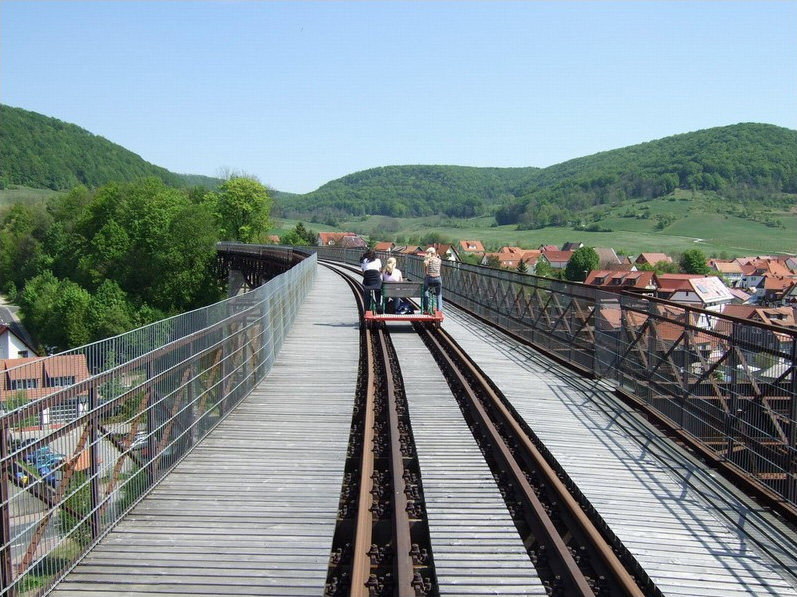
Viadukt in Lengenfeld als Draisinenbahn

Der Abschnitt zwischen Leinefelde und dem ehemaligen Trennungsbahnhof Silberhausen ist weiter als Teil der Bahnstrecke Gotha–Leinefelde in Betrieb. Dort besteht aber keine Gleisverbindung zur „Kanonenbahn“ in Richtung Eschwege mehr.
In Großbartloff wurde im Januar 2006 in Zusammenarbeit mit dem Kanonenbahnverein Lengenfeld unterm Stein das „Kanonenbahnmuseum“ eröffnet. Hier gibt es neben einem Miniaturnachbau des Teilabschnittes Dingelstädt–Lengenfeld unterm Stein in Spur 0 viele Antiquitäten (Uniformen, Fahrkarten, Instrumente und alte Bilder) aus und Informationen zu der Geschichte der gesamten Kanonenbahn zu entdecken.
Der gleiche Verein hat ebenfalls in Zusammenarbeit mit den Anrainerkommunen des Streckenabschnittes Dingelstädt–Geismar vor, dieses stillgelegte Streckenstück zu kaufen, um auf ihm eine Draisinenstrecke, kombiniert mit einem Radweg auf dem ehemaligen zweiten Gleis einzurichten. Dazu soll eine gGmbH gegründet werden, an der sich zunächst der Verein und die Gemeinde Lengenfeld unterm Stein beteiligen. Seit 2003 wird die Strecke vom Verein im Rahmen eines Mietvertrages mit der DB Netz AG als Draisinenstrecke genutzt. Seit jenem Jahr findet dort auch alljährlich das „Kanonenbahnfest“ statt. Nach langen Verhandlungen hat die Bahn im Juni 2006 das Durchfahren des Entenbergtunnels genehmigt. Somit waren nun Fahrten bis nach Großbartloff möglich. Das Überfahren des 24 Meter hohen Eisenbahnviaduktes in Lengenfeld unterm Stein hatte die DB Netz hingegen gleich von Anfang an genehmigt.
Seit 2010 können die Strecken Lengenfeld – Geismar und Lengenfeld – Küllstedt (mit Fahrt durch den Küllstedter Tunnel und die anderen Tunnel des Abschnitts zwischen Lengenfeld unterm Stein und Küllstedt) durchgängig befahren werden. Seit auch Sonderfahrten bis Dingelstädt angeboten werden, können so insgesamt ca. 23½ Kilometer der historischen Kanonenbahnstrecke mit der Draisine erkundet werden.
Seit 2019 ist auf dem zweiten Gleis der Kanonenbahn-Radweg zwischen Dingelstädt und Geismar fertiggestellt. Über das Lengenfelder Viadukt muss das Rad geschoben werden.

### Abschnitt Eschwege – Eschwege West
Der Abschnitt Eschwege West – Eschwege wurde von der HLB Basis AG für den Regionalverkehr reaktiviert und elektrifiziert. Die Wiederinbetriebnahme fand am 12. Dezember 2009 statt. Der Bahnhof Eschwege West wurde nach Abschluss der Umbauarbeiten zum Fahrplanwechsel 2009/2010 am 12. Dezember 2009 aufgegeben und durch zwei neue Stationen („Eschwege-Niederhone“ und „Eschwege“) ersetzt. An letzterer wurde zudem gegenüber dem alten Empfangsgebäude ein modernes Gebäude mit Parkhaus errichtet. Die Züge der von Cantus betriebenen Linie „RB87“ Bebra–Göttingen fahren nun über Eschwege-Niederhone nach Eschwege, wo sie einen Fahrtrichtungswechsel vornehmen.

### Abschnitt Eschwege West – Waldkappel
Seit dem 24. Juli 2010 war zwischen Bischhausen und Waldkappel ein signaltechnischer Wanderweg in Betrieb. Dort war es möglich, den Streckenteil zwischen km 58,9 und km 60,8 mit Fahrraddraisinen zu befahren. Als Besonderheit waren diese Fahrten so gestaltet, dass die Signaltechnik miteinbezogen wurde und so den Besuchern die Bedeutung der funktionsbereiten Signale der Deutschen Bahnen verdeutlicht wurde. Dadurch hatten die Fahrraddraisinen an den beschrankten Bahnübergängen Vorrang vor dem Straßenverkehr; dies war einmalig in Deutschland. Der Betrieb wurde im Jahr 2012 eingestellt.

### Abschnitt Homberg – Treysa
Der Abschnitt Homberg (Efze)–Treysa wurde am 15. Juni 2003 stillgelegt. Der Verlauf der Strecke führt über Homberg – Sondheim – Wernswig – Silbersee – Frielendorf – Leimsfeld – Rörshain – Ziegenhain – Treysa. Die Bürgerinitiative Rettet die nordhessische Kanonenbahn e. V. setzt sich für den Erhalt der Strecke und für die Durchführung einer Machbarkeitsstudie auf diesem Abschnitt ein. Die Strecke ist im Regionalplan Nordhessen als „vorzuhalten“ eingetragen, noch vollständig vorhanden und im Besitz von DB Netz.

## Galerie

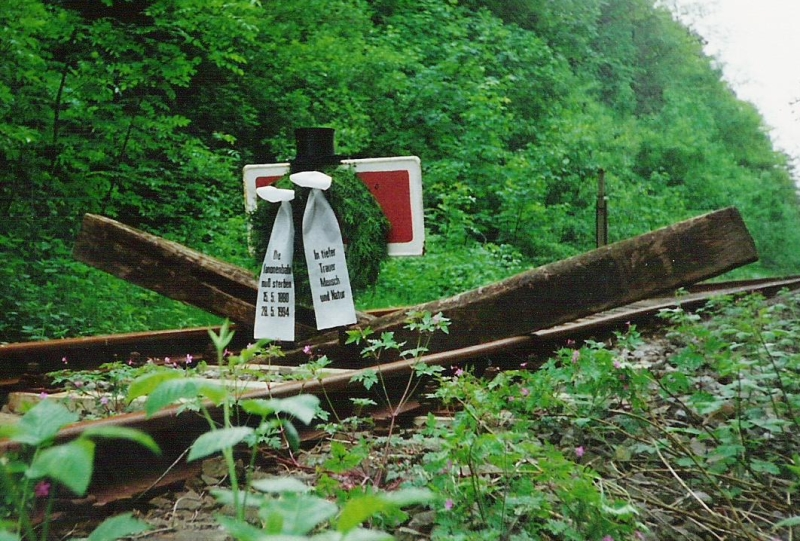
Schwellenkreuz an der Westausfahrt Küllstedt, anlässlich der Stilllegung Dingelstädt–Küllstedt verziert
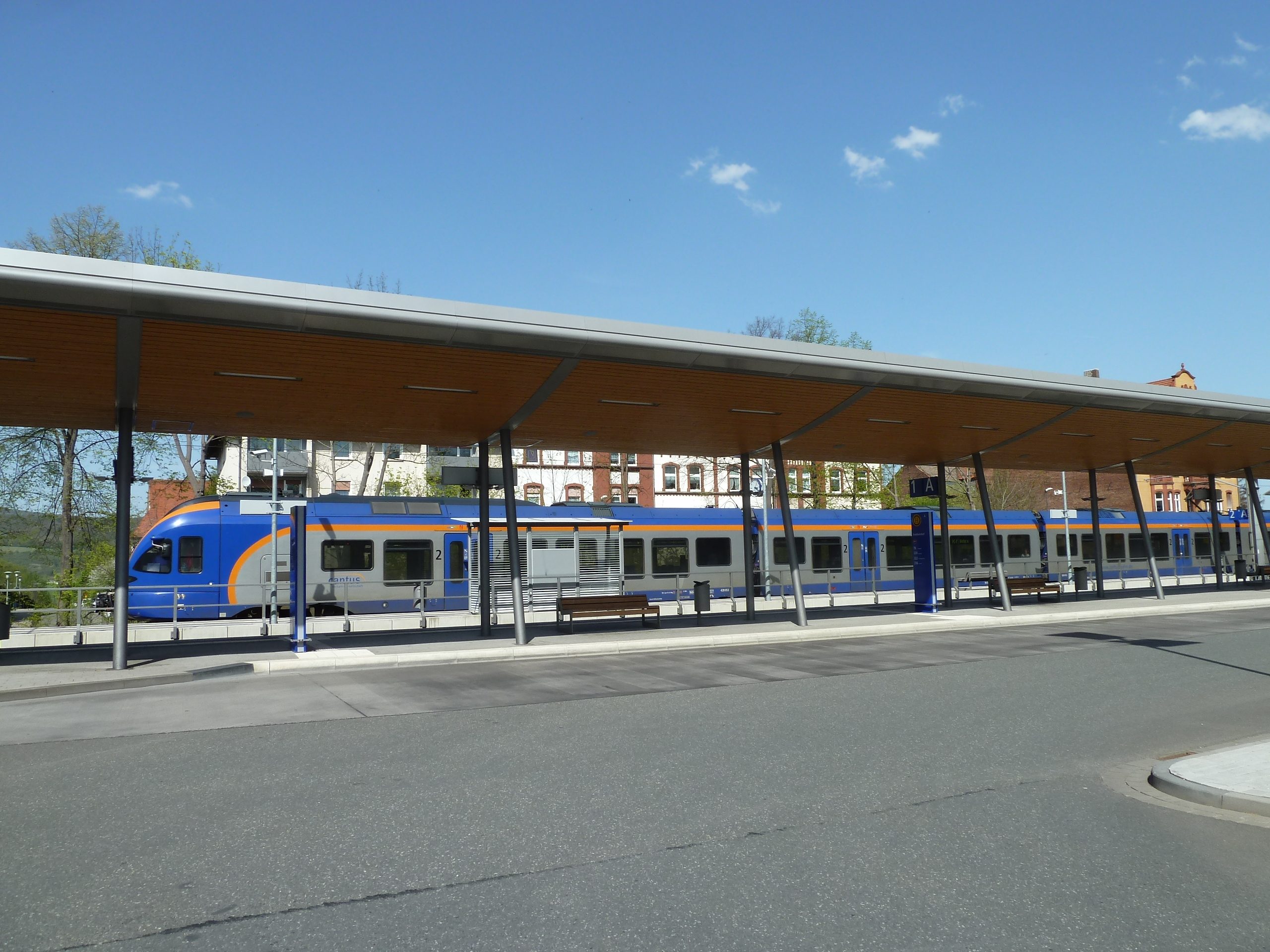
Bahnhof Eschwege mit Cantus-Zug
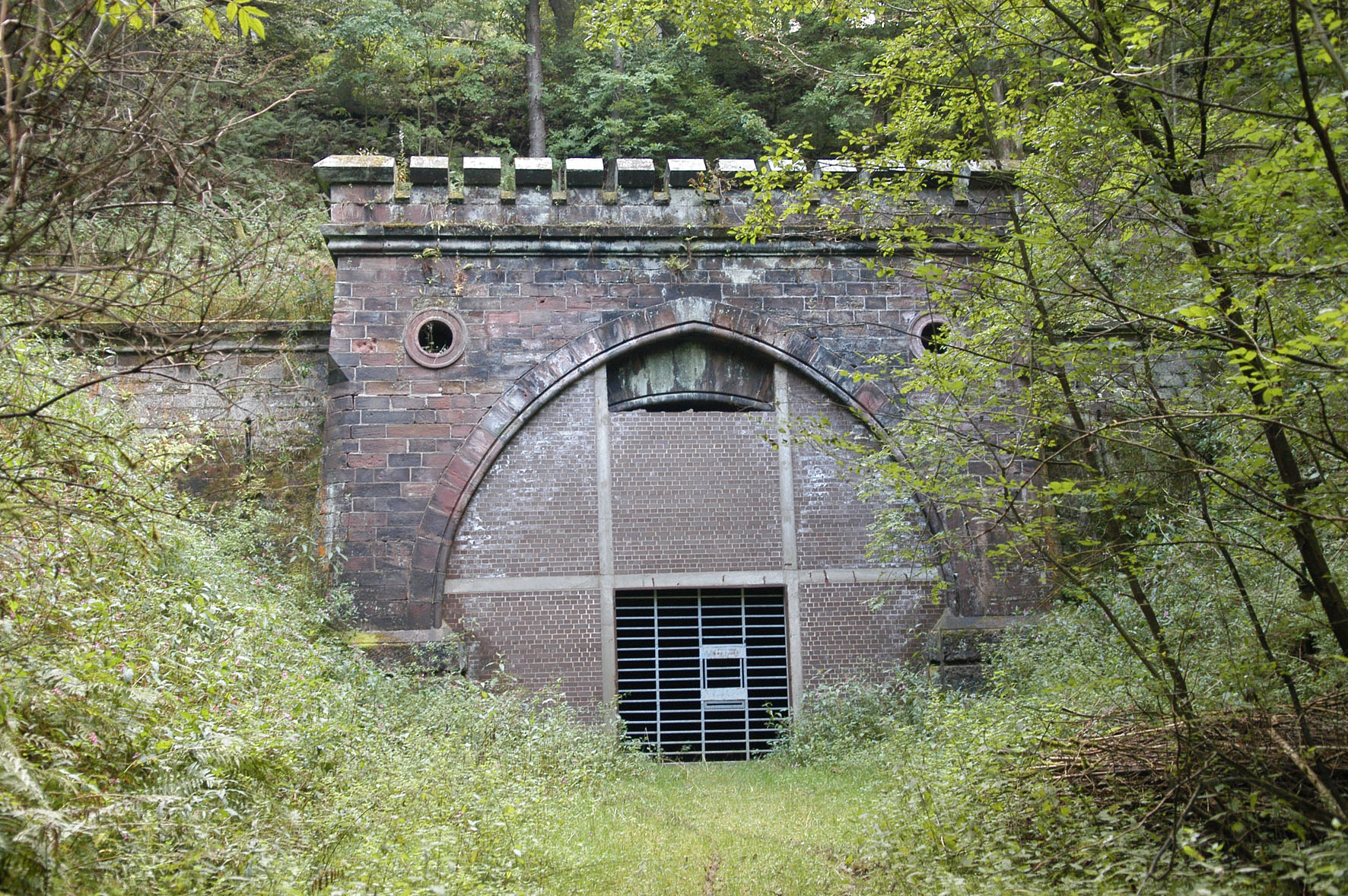
Ostportal des Bischofferoder Tunnels
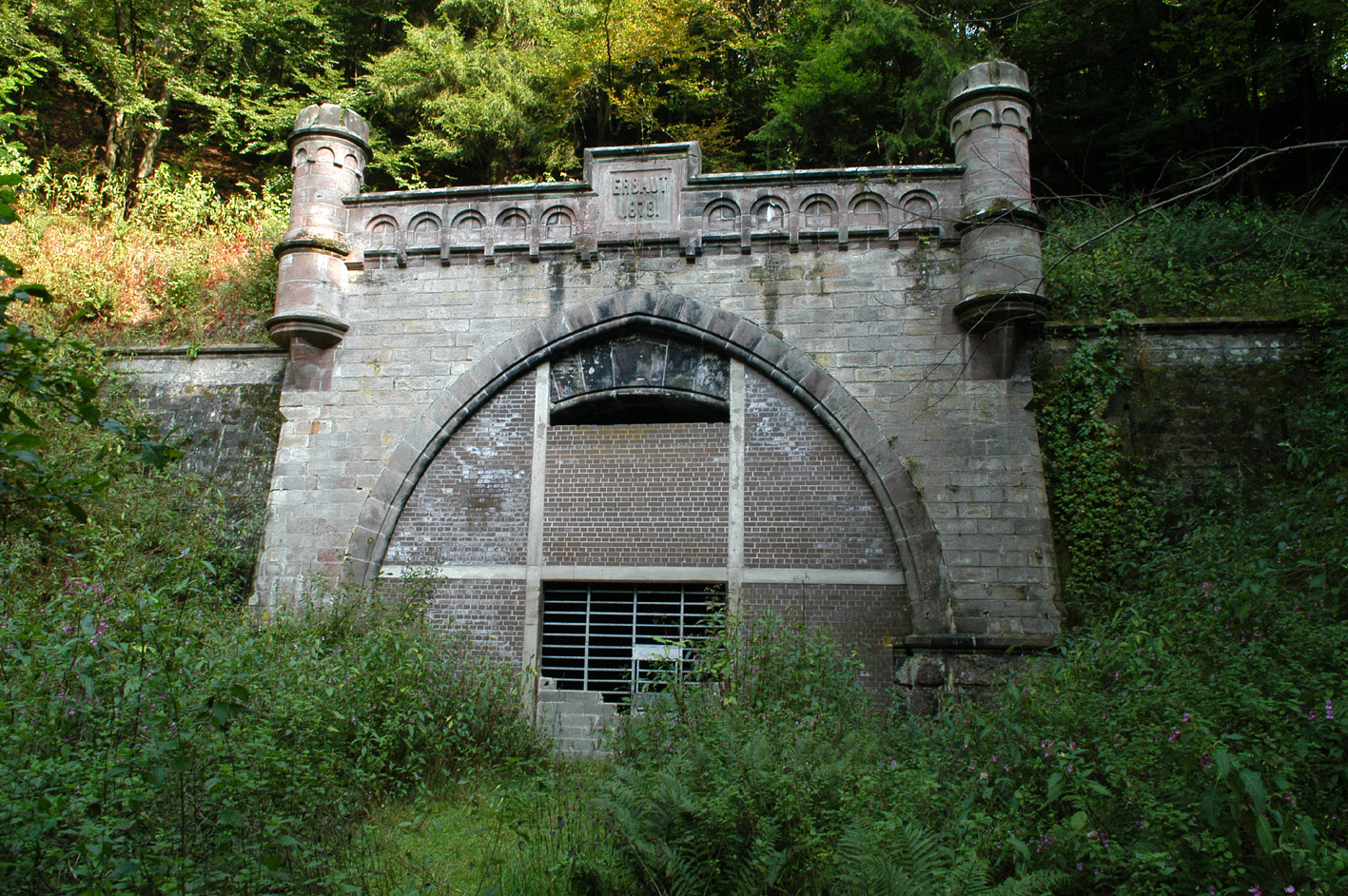
Westportal des Bischofferoder Tunnels
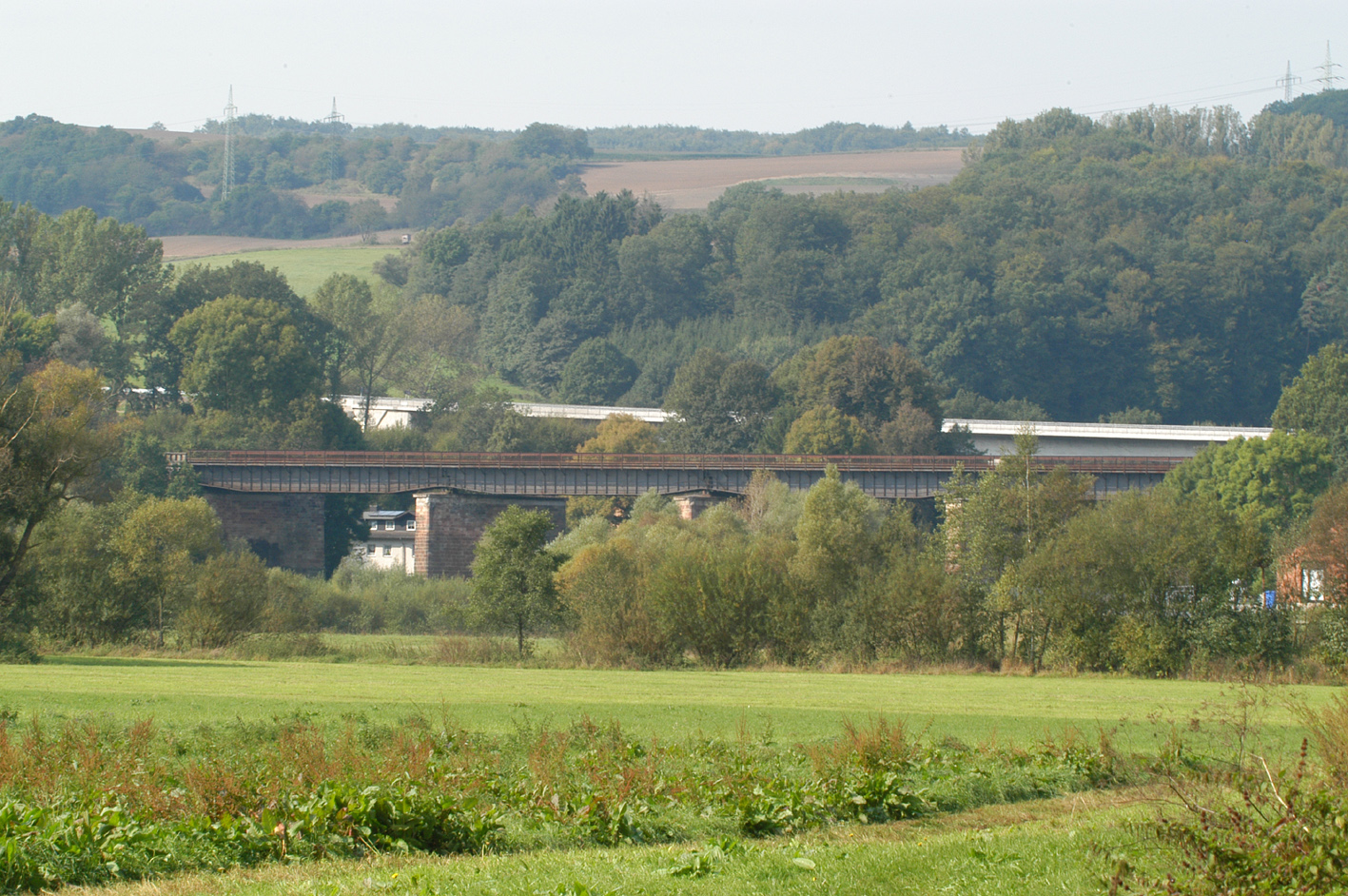
Brücke der Kanonenbahn über die Fulda bei Malsfeld
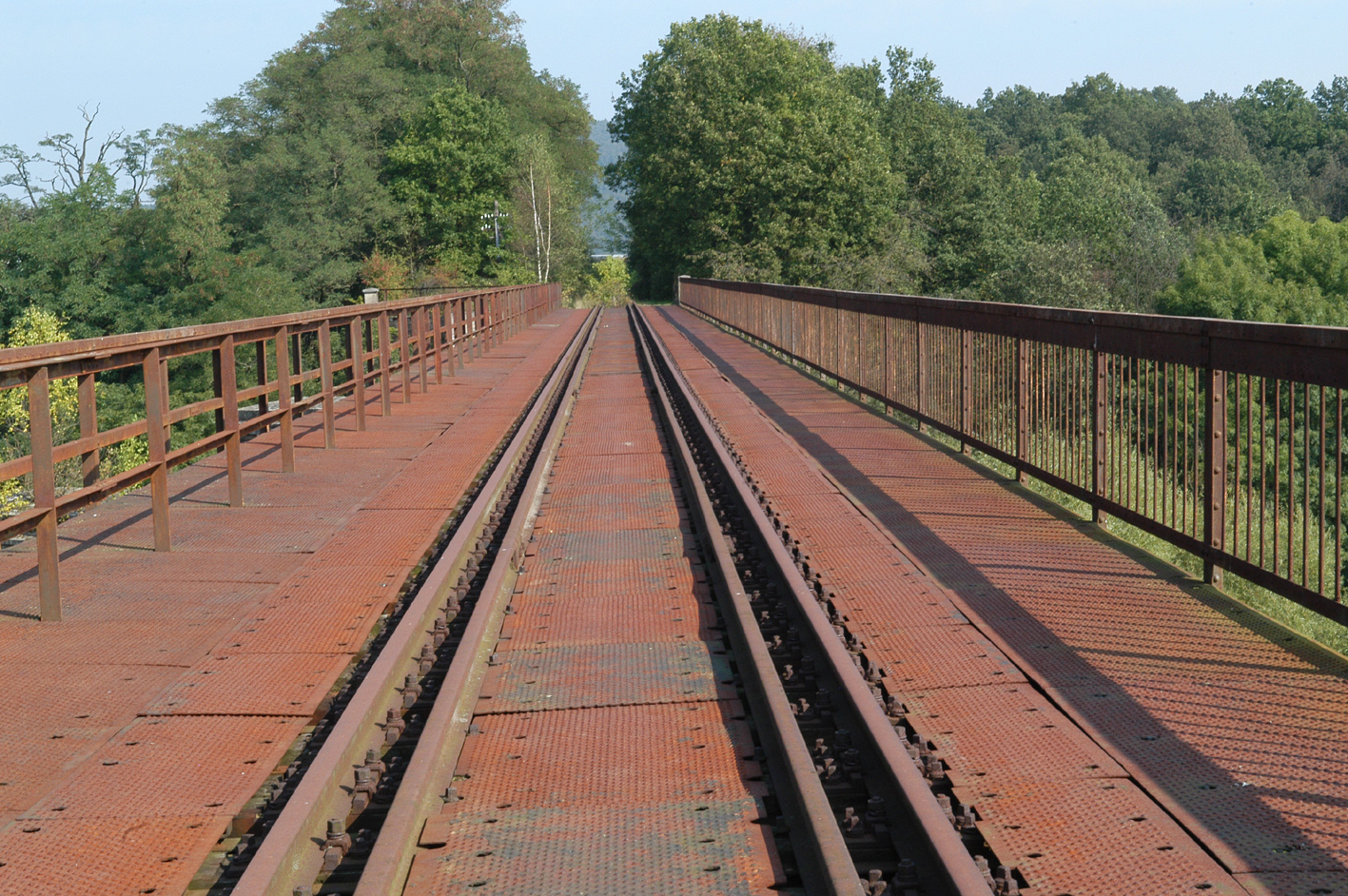
Brücke der Kanonenbahn über die Fulda bei Malsfeld
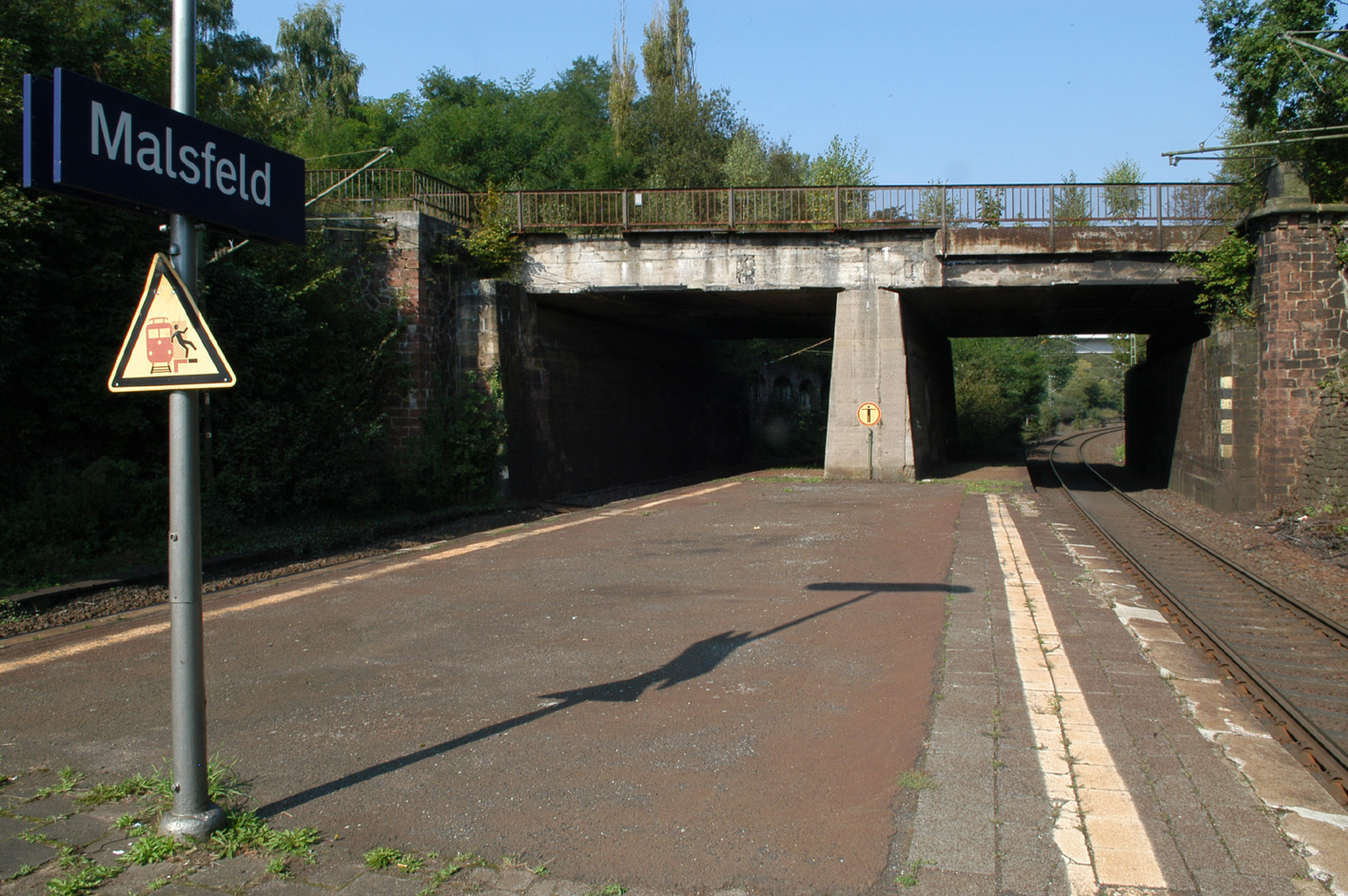
Brücke der Kanonenbahn über die Bahnstrecke Bebra–Baunatal-Guntershausen bei Malsfeld
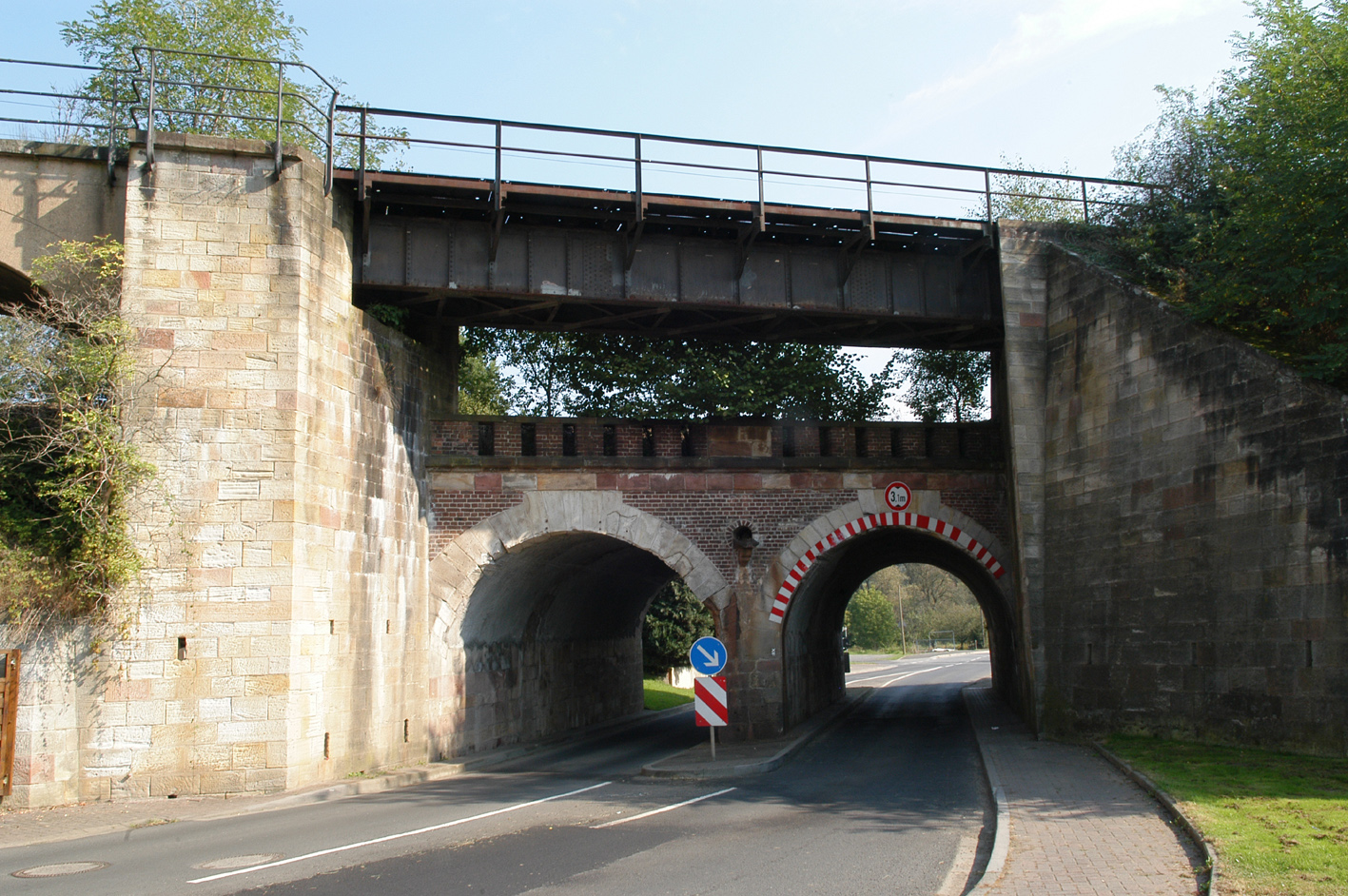
Malsfeld: Rampe (oben) von der Bahnstrecke Bebra–Baunatal-Guntershausen (Mitte) zur Kanonenbahn
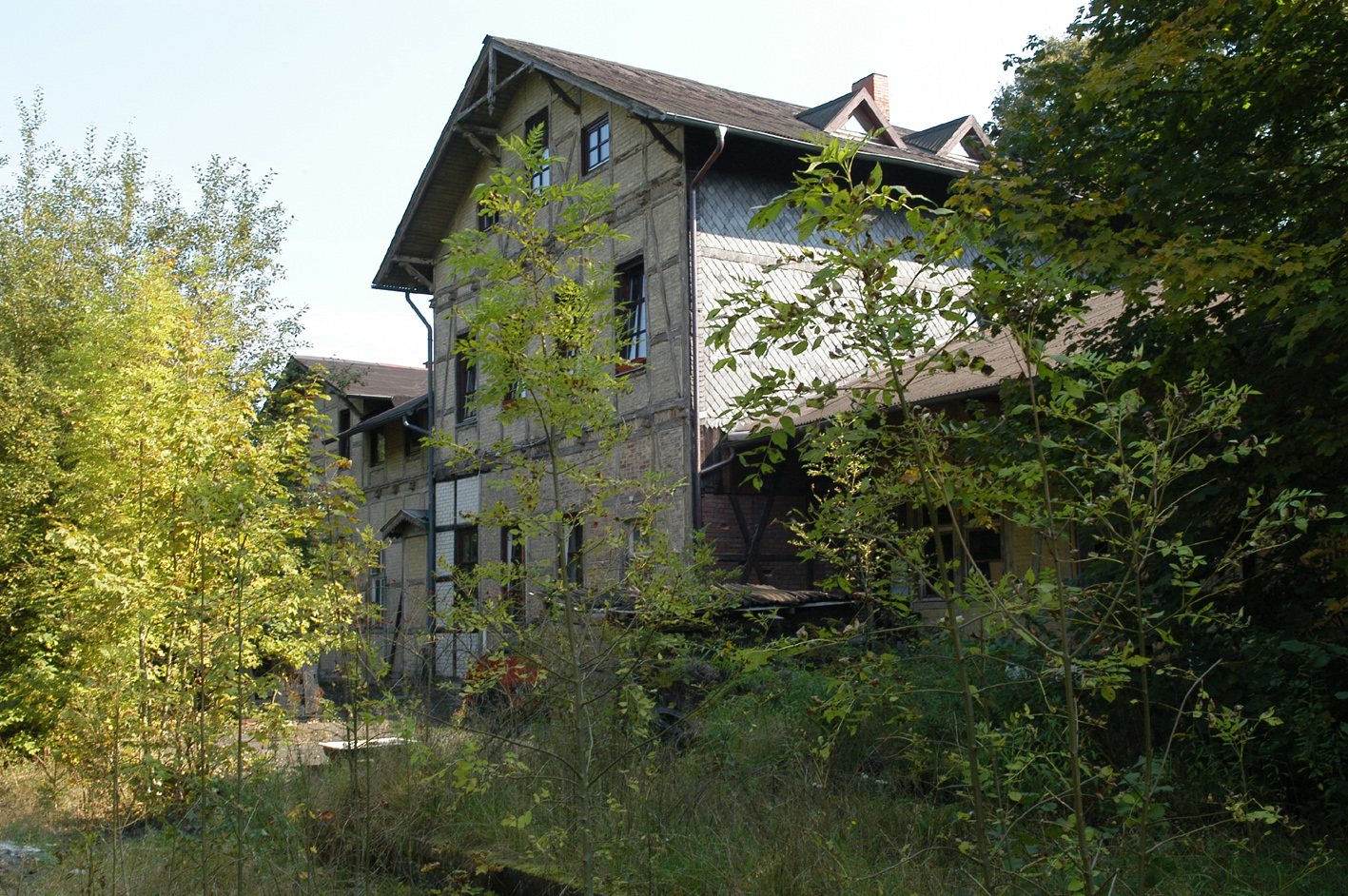
Ehemaliger Bahnhof der Kanonenbahn in Malsfeld
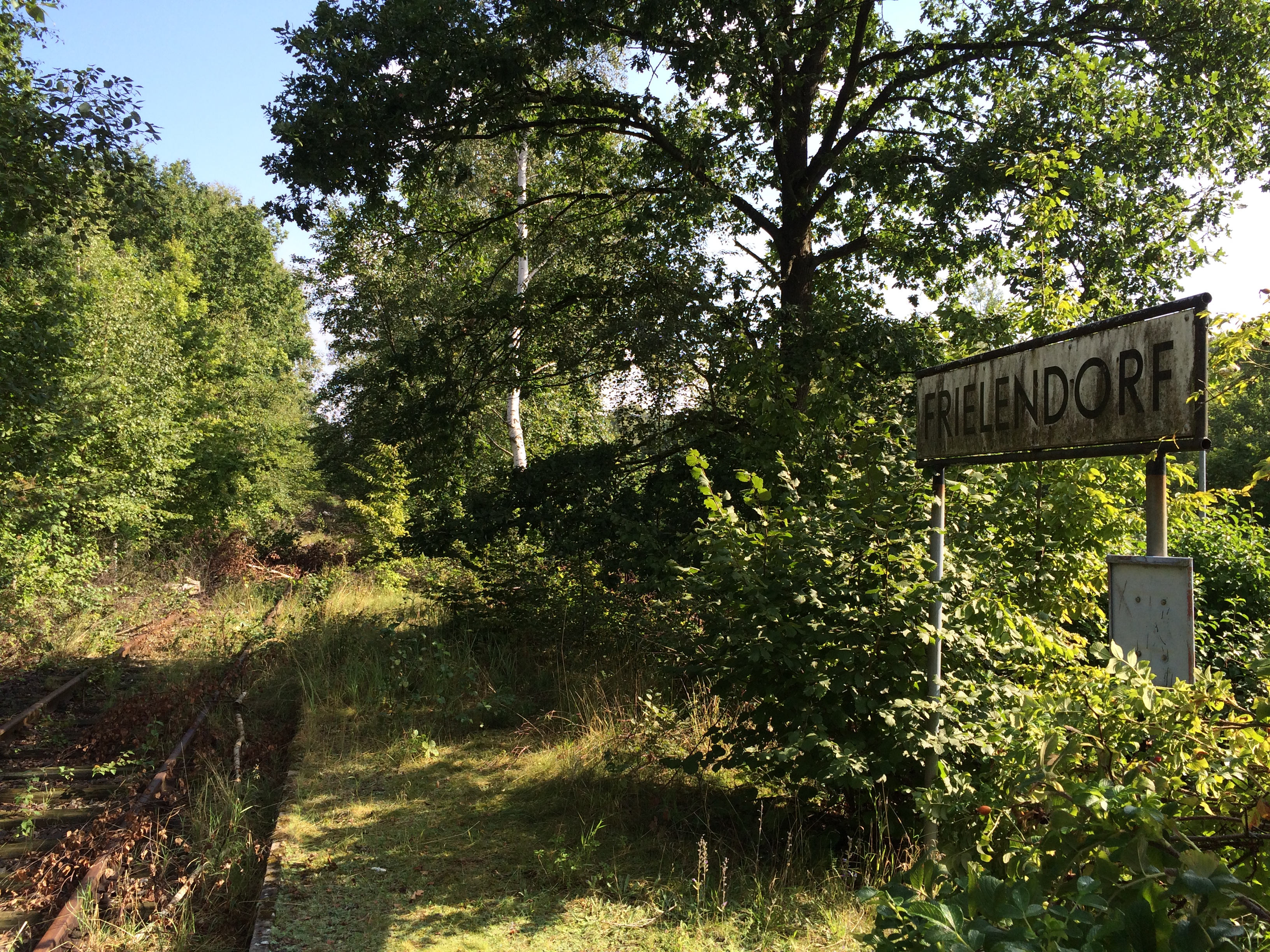
ehem. Haltepunkt Frielendorf Silbersee, ob es sich vor Museumsbahnzeiten um den Haltepunkt Allendorf-Verna handelte, ist unklar
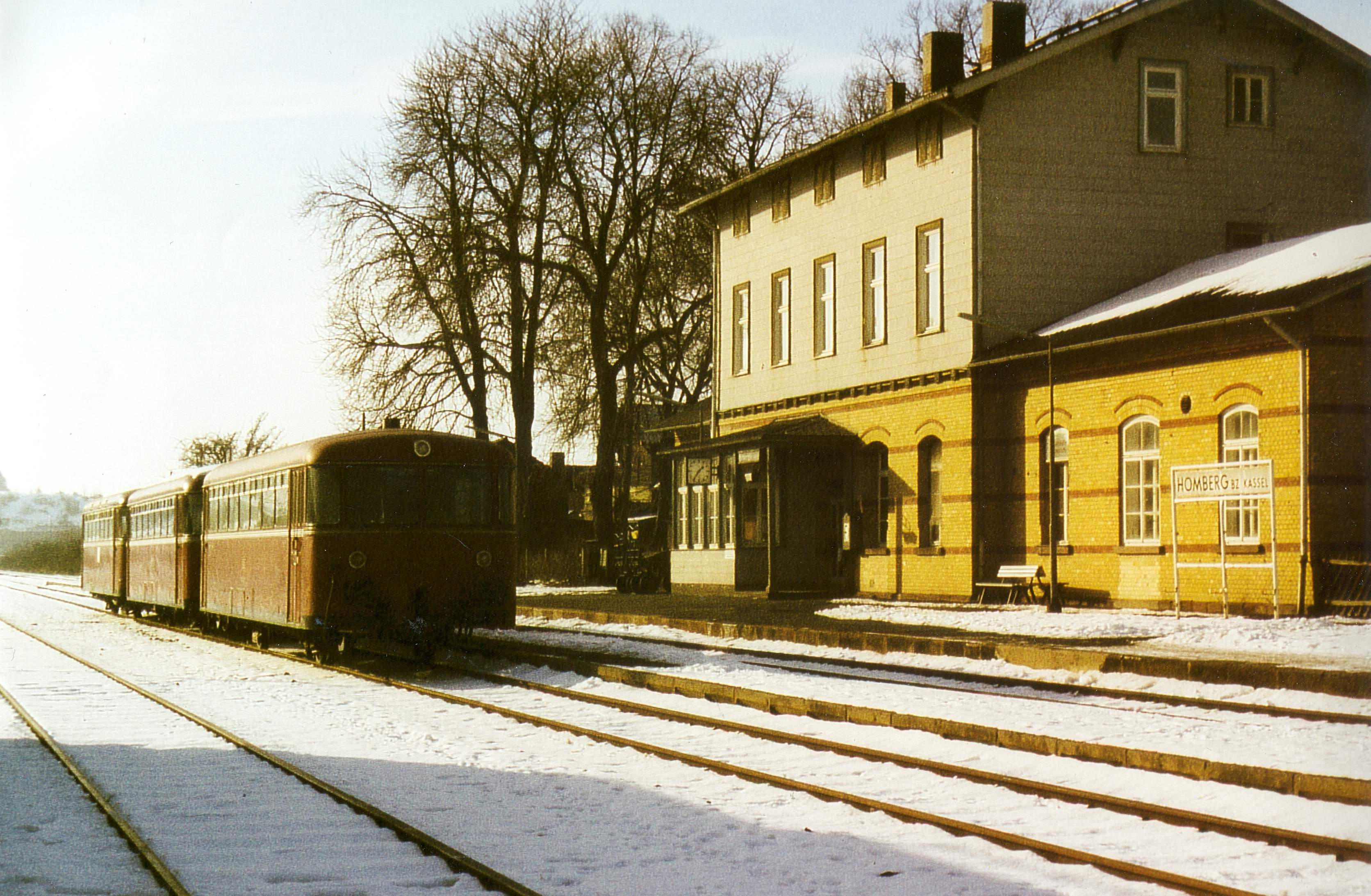
Bahnhof Homberg (Efze) 1970